# لابنتس
لابنتس (به آلمانی: Labenz) یک شهر در آلمان است که در هرتسوگتوم لاونبورگ واقع شده‌است. لابنتس ۸۵۵ نفر جمعیت دارد.